# 扬·格梅雷克
扬·格梅雷克（波蘭語：Jan Gmyrek，1951年3月2日—），波兰男子手球运动员。他曾代表波兰国家队参加1972年和1976年夏季奥林匹克运动会手球比赛，其中1976年奥运会获得一枚铜牌。